# Jan Malypetr
Jan Malypetr (Klobuky, 21 de diciembre de 1873-Slaný, 27 de septiembre de 1947) fue un político checoslovaco, primer ministro durante el periodo de entreguerras.

## Biografía
Nació el 21 de diciembre de 1873 en Klobuky. Ministro del Interior durante el mandato como jefe de gobierno de Antonín Švehla y perteneciente al Partido Agrario, ejercería de primer ministro de Checoslovaquia entre el 29 de octubre de 1932 y el 5 de noviembre de 1935 en 3 gabinetes sucesivos. Su gobierno, que orgullosamente describía como «de mano dura», fue tachado por sus críticos como una «democracia autoritaria». Falleció el 27 de septiembre de 1947 en Slaný.